# 大村達身
大村 達身（おおむら たっしん、1975年12月17日 - ）は、兵庫県神戸市出身のミュージシャン。ロックバンド、くるり の元リードギター担当。

## 来歴
兵庫県神戸市須磨区で生まれる。その後、兵庫県稲美町に移る。
1991年、兵庫県立加古川東高等学校入学。なお、高校時代お笑い芸人のレイザーラモンHG、NHKアナウンサーの高瀬耕造とは同級生であった。1994年、立命館大学文学部日本文学科に入学。大学の音楽サークルである「ロックコミューン」に入る。
1995年、岸田繁と出会う。先輩と後輩の関係だったが仲がよく、2人でユニットなどを組んでいた。そのほかにはキセルやYOGURT-poohなどのバンドに参加。岸田、佐藤、森の3人が くるり を結成。後にくるりの加入に誘われるがそのときは断っている。
日本文学科を中退。その後は京都の有名ラーメン店である新福菜館に勤務し副主任を務めていた。
2001年9月、メンバー間に軋轢が生じた打開策として岸田は外部から仲の良い人を加入させることにし、大村に電話し加入の依頼をする。大村は了承し加入が決定するも、くるりの曲をほとんど覚えておらず岸田と佐藤は頭を抱えるが何とか続行し、くるりのリードギタリストとして活躍。
COUNTDOWN JAPAN06/07に出演。このライブを最後に脱退。楽曲への参加はコンピレーションアルバム『みやこ音楽』収録の「五月の海」が最後となった。
2007年2月25日、くるりから脱退したと正式に発表される。
脱退後
以後はCoccoのバックバンドに参加。2010年4月21日からMySpaceを始めている。
2010年、くるり主催の「京都音楽博覧会」で「くるり・ザ・セッション」として岸田、佐藤、森らと共演した。

## 人物・エピソード
- 愛称は「たっさん」。
- くるりの中では一番の短髪で、ピアスもつけていた。
- 愛器はフライングV。「みんなのフライングV」という本にもインタビューが掲載された。
- ギターアンプはフェンダー・ツインリヴァーブ、アンテナ (くるりのアルバム)の頃にはバッドキャットなどを使用していた。
- そのほかにはストラトキャスター、テレキャスター・シンライン、ギブソン・メロディーメーカー、ジャズマスター、クラビアのNord Lead（キーボード）を弾く姿も見られた。『ワールズエンド・スーパーノヴァ』のPVではベースを弾いている。
- 岸田は当初、フライングVを操る危ない人だと思い声をかけづらかったとのこと。
- くるりの元ドラマーであるクリストファー・マグワイアからは「サムライ」と呼ばれていた。
- まだくるりに参加していなかった大学時代、くるりがコンテストで獲得してきた10万円でサークル仲間と祝ったが、大村が高いものを頼みまくった上に酔っ払って帰ってしまったため、岸田たちの手元には3万円しか残らなかった。
- 白のストラトキャスターを使っているところも見られる。
- 「岸田日記Ⅱ」にはPROVIDENCE PEC-1（EFFECT CONTROLER）を使用していたと記載されている。